# ベンジジン
- ベンジジン
- ベンチジン

ベンジジン（英: benzidine）は、芳香族アミンの1種。IUPAC名は4,4'-ジアミノビフェニル。別名ベンチジン。

## 性質
純粋なものは常温で白色の固体であるが、空気および光で容易に酸化され暗赤色を呈する。水にほとんど溶けないが、塩酸塩(CAS 531-85-1)は可溶である。
国際がん研究機関によってヒトに対する発癌性が認められている。

## 合成
ベンジジンはニトロベンゼンから1,2-ジフェニルヒドラジンを合成し、これを酸によって転位反応させると得られる。この反応はベンジジン転位と呼ばれており、置換体も同様の反応で得られる。

## 用途
ベンジジン自体の発がん性が確認された後も、ベンジジンを利用した製品には発癌性はないとして化学染料の原料などに盛んに利用されてきた。しかしベンジジンを利用した製品自体にも特徴的な発癌性（膀胱癌）が確認されるようになり、1970年代以降、産業的利用は大幅に制限を受けることとなった（後述）。
アニリンやトルイジンと同様に、亜硝酸ナトリウムによってアゾ化合物（テトラゾニウム）としてからカップリング反応させ、不溶性の顔料の合成に利用された。現在でも置換体の3,3'-ジクロロベンジジンはPigment Yellow 83などのジアリライド顔料の骨格として利用されている。
ほかにゴムやプラスチックの合成に使われたり、酸化還元指示薬として、血液、過酸化水素、ニコチンなどの検出に用いられていた。

## 法規制
1960年代以降、ヒトに対する発癌性、特に膀胱癌を引き起こすことが明らかとなったため、各国の政府によって取扱いが厳しく規制されている。日本では1972年労働安全衛生法によって試験研究用途以外での製造・輸入・譲渡・提供・使用が禁止されている。ほかに製造を禁止している国として、EU、カナダ、韓国がある。